# St. Kasimir (Naujoji Vilnia)

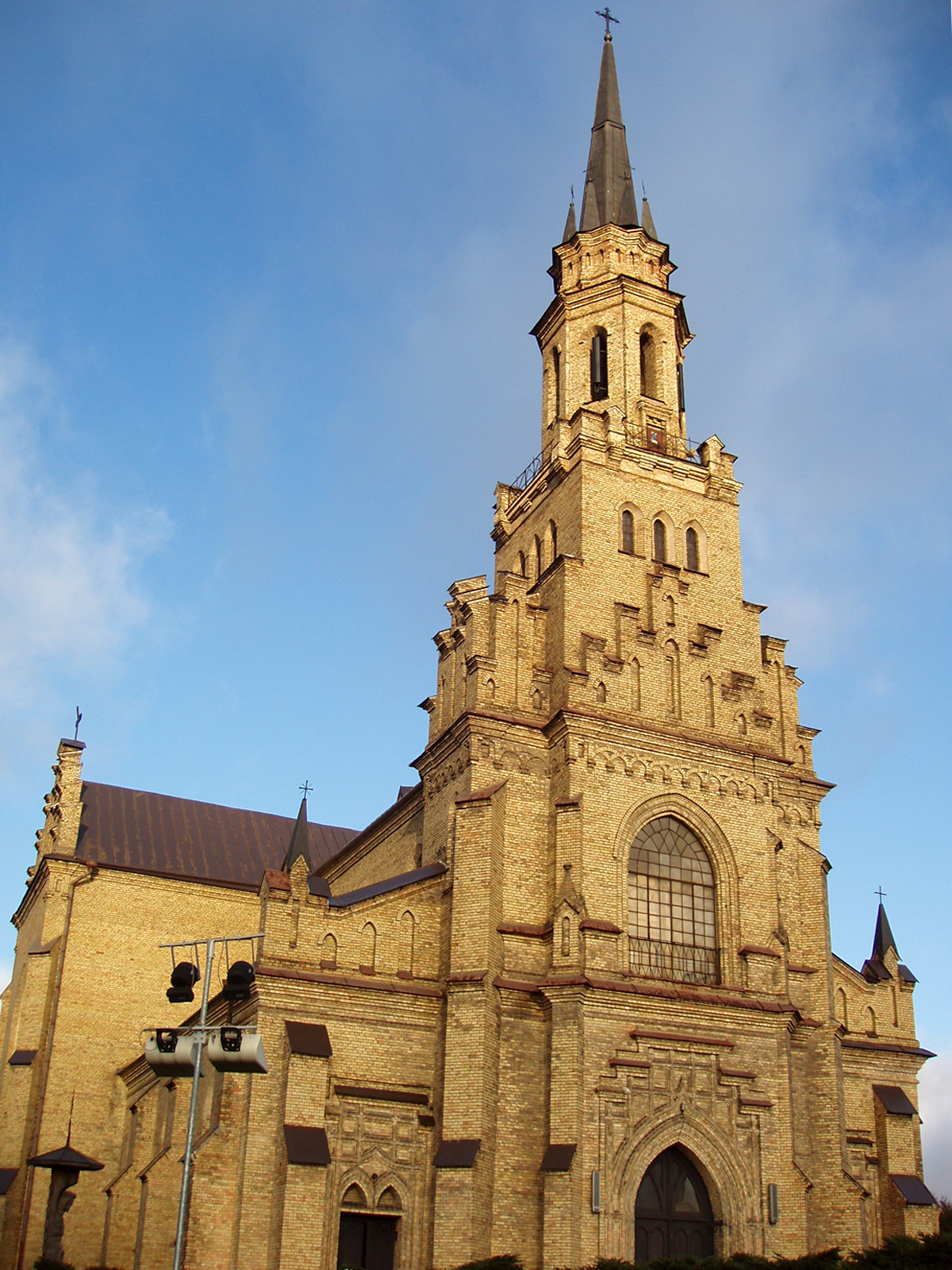
Hl. Kazimieras-Kirche Naujoji Vilnia (2007)

Hl. Kazimieras-Kirche Naujoji Vilnia ist eine katholische historistische Kirche in der litauischen Hauptstadt Vilnius, im Stadtteil Naujoji Vilnia. Die Messe wird polnisch und litauisch gehalten.

## Geschichte
Man vermutet, dass eine Kirche bis 1542 in Rokantiškės, am linken Fluss der Vilnia gebaut wurde. 1588 wurden ihr neun Dörfer geschenkt. 1621 wurden diese nationalisiert. 1906 erlaubte man, eine neue Kirche zu bauen. 1909 wurde das Projekt korrigiert.
Von 1908 bis 1911 baute man die heutige Kirche. Der Bautechniker war Severinas Govaltas und ab 1909 Ingenieur Kazimieras Dobošinskas.